# 7x7
«7x7. Горизонтальная Россия» (читается «семь на семь») — российское независимое интернет-СМИ, основанное в Республике Коми и работающее в 31 регионе европейской части России.

## Описание
Название сайта — отсылка к изначальному дизайну главной страницы, на которой было семь колонок и семь строк.
По состоянию на август 2020 года издание работает в 31 из 85 регионов, это регионы европейской части России без городов-миллионеров и Северного Кавказа и Юга России.
Издание состоит из раздела новостей, который пишут профессиональные журналисты, и раздела мнений за авторством общественных и гражданских активистов.
Основная тематика публикаций — политика, правозащита и экология. В частности, на сайте публикуются материалы о коррупции и пытках в тюрьмах и социальные материалы (например, ролик об одном дне из жизни инвалида).
Авторы журнала в основном относятся к региональным и федеральным властям критически.
Имеются блог-платформа с возможностью комментирования материалов, канал на YouTube, рубрика «Live» о событиях, не нуждающихся в комментариях, рубрика «Лонгриды», версия на английском языке и мобильная версия сайта.

## История
Издание было основано в 2010 году в Сыктывкаре, Республика Коми, под названием «Межрегиональный интернет-журнал „7x7“: новости, мнения, блоги». Основателями выступила группа местных общественных деятелей и предпринимателей, включавшая Леонида Зильберга и Александра Островского.
Большая часть основателей — члены местного отделения общества «Мемориал», материалы этого общества часто перепечатываются в 7x7.
Главными редакторами издания были Леонид Зильберг (2010-1012), Сергей Сорокин (2013), затем Елена Соловьева, Максим Поляков и Софья Крапоткина. По состоянию на 2020 год главным редактором является Олег Григоренко.
Издание стало расширяться на другие регионы и сменило название на «7x7. Горизонтальная Россия», ориентируясь на регионы Северо-Запада, Поволжья, Центра и Урала.
В 2011—2012 годах доступ к сайту из государственных учреждений был запрещён.
В 2014 году был запущен интернет-канал «7x7 TV» на YouTube.
С сентября 2013 года по сентябрь 2017 года посещаемость выросла с 61 тысячи до 182 тысяч уникальных посетителей в месяц, число статей, посвящённых новостям о Республике Коми сократилось с 3-4 до 1-2 в день.
Издание судилось с Натальей Михальченковой, министром образования Республики Коми, из-за публикации о наличии в её кандидатской работе плагиата, и выиграло.
В 2020 году издание написало о попытках властей Республики Коми скрыть вспышку эпидемии COVID-19, вследствие чего в отставку были отправлены глава республики Сергей Гапликов и республиканский министр здравоохранения Дмитрий Березин.
28 декабря 2020 года Минюст России включил журналиста 7x7 Сергея Маркелова в реестр СМИ — «иностранных агентов» в связи с его сотрудничеством с «Север. Реалии», филиалом Радио «Свобода», включённым в реестр СМИ — «иностранных агентов». 31 марта 2021 года Замоскворецкий районный суд Москвы утвердил решение Минюста, это судебное решение стало первым, утверждающим включение физического лица в реестр СМИ — «иностранных агентов».
6 марта 2022 года Роскомнадзор заблокировал сайт издания из-за освещения вторжения России на Украину.
21 июля 2023 года Минюст России внёс издание в реестр «иностранных агентов».

## Награды
В 2016 году филиал «7х7-Карелия» под руководством Глеба Ярового получил премию Комитета гражданских инициатив в номинации «Новое слово» для «гражданских инициатив в области создания новых журналистских и просветительских медиа либо ярких проектов внутри действующих средств массовой информации».
В 2019 году 7x7 получил премию «Свободная пресса Восточной Европы» от германского фонда Zeit-Stiftung и норвежского фонда Fritt Ord как «уникальный пример совместной работы и сотрудничества журналистов, блогеров и активистов».
В 2020 году издание стало лауреатом Знака Левина «За верность журналистике».
В 2020 году журналисты 7x7 Екатерина Малышева и Евгений Малышев получили премию «Профессия — журналист» фонда «Открытая Россия» в номинации «Мультимедиа + Подкасты» за материал «„Сеть“. Исходники. Семь историй об антифашистах, получивших большие сроки за терроризм, ФСБ и пытках» о деле «Сети».
По состоянию на начало 2022 года журналисты издания 6 раз получали журналистскую премию «Редколлегия»:
- в марте 2017 года за статью «Стирая „Рубеж“» Елены Соловьёвой,
- в декабре 2017 года за статью «Переписать Сандармох» Анны Яровой,
- в декабре 2018 года за статью «Деревенщина, „хозяин“, садист» Глеба Ярового,
- в марте 2019 года за статью «Азбука Шиеса. „Ленинград“, шиесон и мусороботы» Карины Заболотной, Нины Попугаевой и Дмитрия Степановского,
- в октябре 2019 года за статью «Чёрный список президента» Сергея Маркелова,
- в декабре 2019 года за статью «Обвинительные клоны. Спецпроект о презумпции виновности в России» Анастасии Сечиной, Александры Яшаркиной, Марии Кольцовой, Тимофея Бутенко и Ирины Шабалиной.